# Sadie Frost
Pour les articles homonymes, voir Sadie et Frost.
Sadie Frost, née le 19 juin 1965 à Islington, Londres (Angleterre, Royaume-Uni), est une actrice britannique. Également entrepreneur dans le milieu de la mode, elle dirige actuellement la marque FrostFrench (en).

## Biographie

### Enfance
Née Sadie Lisa Vaughan, ses parents étaient l'artiste psychédélique David Vaughan (qui a travaillé pour les Beatles) et l'actrice Mary Davidson,.
Son enfance, qu'elle décrit comme une « expérience chaotique mais sexy », a commencé à Primrose Hill, mais elle a passé la plus grande partie de sa jeunesse à Ashton-under-Lyne après la séparation de ses parents. Sadie a cinq frères et quatre sœurs (dont les actrices Holly Davidson et Jade Davidson).
D'après Frost, un de ses beaux-pères était un adepte de la secte Bhagwan, qui interdit aux enfants de prononcer les mots « Non » ou « Désolé ». Durant une phase de chromo-thérapie de son beau-père, il insista pour que tout le monde dans la maison porte des vêtements orange et il leur interdit de manger de la nourriture de couleur rouge.

### Carrière
Après être apparue dans une publicité Jelly Tots à l'âge de trois ans et figurant avec Morecambe et Wise à cinq ans, elle obtient une bourse à l'Académie Italia Conti.
Toutefois, à la suite d'un trouble de l'alimentation, elle renonce à tenir son rôle au théâtre à treize ans et elle rejoint l'Hampstead School. 
Le diplôme en poche, elle quitte la maison pour échapper à ses parents et, à dix-neuf ans, elle apparaît dans une pièce de Nicholas Hytner intitulée Mumbo Jumbo au Manchester Royal Exchange Theatre.
En tant qu'actrice, Sadie a joué dans les séries télévisées Press Gang et Casualty.
Elle joue son premier rôle au cinéma dans le film Diamond Skulls, même si son interprétation la plus célèbre est celle de Lucy, la meilleure amie de Mina, dans le film Dracula (1992) de Francis Ford Coppola, aux côtés de Gary Oldman, Keanu Reeves, Winona Ryder et Anthony Hopkins.
Elle gagne sa vie principalement par le biais d'apparitions dans des vidéos musicales, telles que la chanson Common People de Pulp ou la chanson « Not Over Yer 99 » de Planet Perfecto et Grace. C'est au cours d'une de ses diverses productions pour Spandau Ballet qu'elle rencontre son premier mari, Gary Kemp.
Frost et Kemp apparaissent ensemble dans deux films. Le premier est Les Frères Krays (The Krays) (1990) de Peter Medak. Dans le second film, Magic Hunter (1994), le couple est déjà séparé mais ils sont amenés à tourner ensemble une scène d'amour.
Dans le film Shopping de Paul W.S. Anderson, elle joue avec Jude Law. Après s'être mariée avec Law et avoir eu trois enfants, elle réduit ses engagements à la fin des années 1990 et devient cofondatrice de la société Natural Nylon.
En 1998, elle joue aux côtés de Jude Law, dans Final Cut, réalisé par Dominic Anciano et Ray Burdis.
En 1999, elle cofonde le label de mode FrostFrench (en) avec son amie Jemima French. Le label a commencé dans la lingerie puis s'est élargi dans les collections de vêtements. FrostFrench a gagné le prix des designers du magazine Elle en 2004.
En 2004, elle a écrit, présenté et produit une série de courte durée What Sadie did next... pour E4, et en 2005, elle apparaît dans Eating with... Sadie Frost sur BBC2.
En mars 2006, Frost s'est envolée pour l'Afrique du Sud afin de financer des orphelinats dans le cadre du projet Homes of Hope.
En septembre 2006, elle a posé nue pour le chanteur (et parfois photographe) Bryan Adams pour une publicité anti-fourrure PETA.
En 2009, elle fait son début dans le « West End Theatre » dans la pièce Touched... For The Very First Time.

## Voix françaises
- Michèle Lituac dans Dracula (1992)
- Anne Massoteau dans 1943, l'ultime révolte (2001)